# Camposanto monumentale
Cet article possède des paronymes, voir cimetière monumental et Campo Santo.
Le Camposanto monumentale, également connu sous le nom de Campo Santo ou ancien Camposanto, est le cimetière historique monumental de Pise, en Toscane, qui ferme le côté nord de la place où est située la cathédrale, la Piazza dei Miracoli.

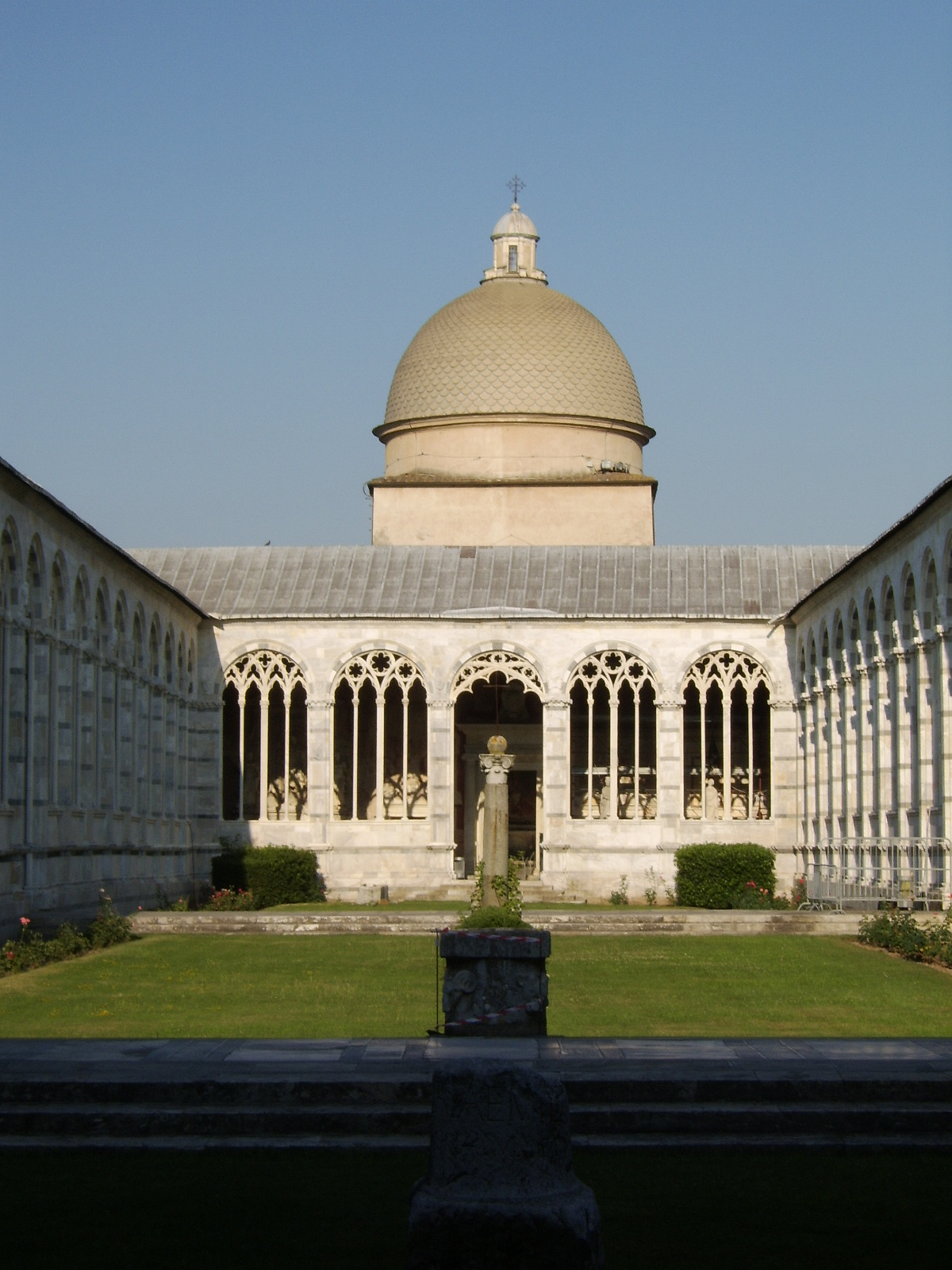
Vue intérieure.

## Origine du nom
Le projet remonte au XIIe siècle, quand l’archevêque de Pise Ubaldo Lanfranchi rapporta dans cinq navires - lors de son retour de la deuxième croisade en 1149 - une cargaison de terre sacrée prélevée au mont Golgotha. Une légende racontait que les corps inhumés dans cette terre devenaient des squelettes au bout de vingt quatre heures[réf. souhaitée].
Le cimetière est situé sur les ruines du baptistère de l’ancienne église consacrée à Santa Reparata qui se trouvait elle-même à l’emplacement de l’actuelle cathédrale.
Le terme « Campo Santo » est utilisé pour la première fois dans des actes remontant à 1287, alors qu'auparavant, il est généralement fait référence à un Sepoltuarium, Mortuarium ou Cimiterium qui devait être construit à côté de la cathédrale. Il est attesté, qu'au moins jusqu'en 1406, le terme « Campo Santo » est inconnu en dehors de Pise et qu'il est conservé sous sa forme en deux mots comme nom propre dans la bibliographie spécifique jusqu'au XIXe siècle.
En italien courant, le terme camposanto (en un seul mot) indique toujours un lieu de sépulture, compris au sens religieux, en particulier dans la croyance chrétienne. Le mot saint situé en premier fait toujours référence à la divinité.

## Histoire
Selon la tradition, sa conception et sa réalisation font suite à l'arrivée de terre, provenant de la « terre sainte » du Golgotha, amenée par des navires pisans revenant de la deuxième croisade. Ces légendes fondatrices sont également répandues pour d'autres complexes similaires dans toute l'Europe. En 1203, cette « terre sainte » est répandue sur le terrain où prend place le monumental Camposanto. En réalité, le cimetière a été plus simplement créé pour rassembler tous les sarcophages et les différentes sépultures qui se pressaient autour de la cathédrale. La Municipalité a beaucoup insisté pour qu'ils soient transférés dans un endroit plus approprié : dès 1260, les ouvriers de la Cathédrale juraient lors de l'élévation qu'ils participeraient à la construction du bâtiment. Ce n'est que le 19 juin 1277 que Mgr Federico Visconti cède à la pression et signe l'acte de donation du terrain, un ancien cimetière, pour la construction d'un « espace clos » à usage de cimetière. Le bâtiment est le quatrième et dernier qui est érigé sur le terrain de la cathédrale. Giovanni di Simone commence la construction du cimetière en 1277, comme le rappelle l'inscription latine à côté du portail droit, même si certains mentionnent Giovanni Pisano comme étant le dernier architecte des bâtiments monumentaux de la Piazza dei Miracoli.
La construction de l'immense cloître gothique oblong commence en 1278, mais la mort de son architecte Giovanni di Simone en 1284 lors de bataille navale de la Meloria contre les Génois, retarde son achèvement. La totalité de l'ensemble est terminé seulement en 1464.
En 1358, les fondations du côté nord n'ont pas encore été fouillées. Cependant, alors que la structure architecturale est encore en cours d'achèvement, dès 1360, les murs ont commencé à être décorés de fresques avec des sujets liés au thème de la vie et de la mort par deux des plus grands peintres vivant alors, Buonamico Buffalmacco et Francesco Traini, le premier auteur du célèbre Le Triomphe de la Mort, le deuxième d'une Crucifixion. Giovanni Scorcialupi réalise peu de temps après les fresques avec les Histoires du Christ après la mort, tandis qu'au milieu du siècle Stefano di Ricco peint une Assomption au-dessus de la porte orientale.
Le cycle est poursuivi quelques décennies plus tard par Andrea di Bonaiuto, Antonio Veneziano (Histoires de Saints Efisio et Potito) et Spinello Aretino (Histoires de l'Ancien Testament), tandis que les Histoires de saints Pisans, réalisées entre 1377 et 1391, occupent les espaces intermédiaires. Taddeo Gaddi (Histoires de Job) et Piero di Puccio (Histoires de l'Ancien Testament, 1389 à 1391) travaillent principalement dans la galerie nord. Cette dernière série n'est achevée qu'au XVe siècle par le Florentin Benozzo Gozzoli. En 1594, la chapelle Dal Pozzo au dôme caractéristique est ajoutée à l'extrémité est.
À l’origine, il semble que le bâtiment n'ait pas été conçu pour être un cimetière, mais une église nommée « Santissima Trinità » ; le projet évolua au cours de la construction. Toutefois il est attesté que la partie initiale était la zone Ouest, où devait être construite cette église, et que toute la partie Est fut la dernière à être bâtie pour clore la structure.

## Dommages et restaurations

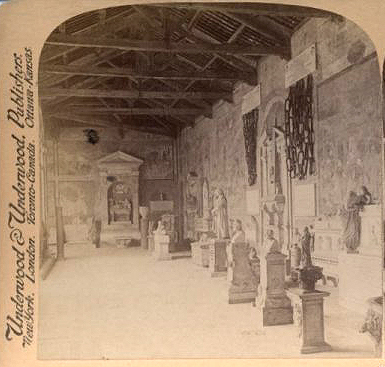
En 1897, avant sa destruction.

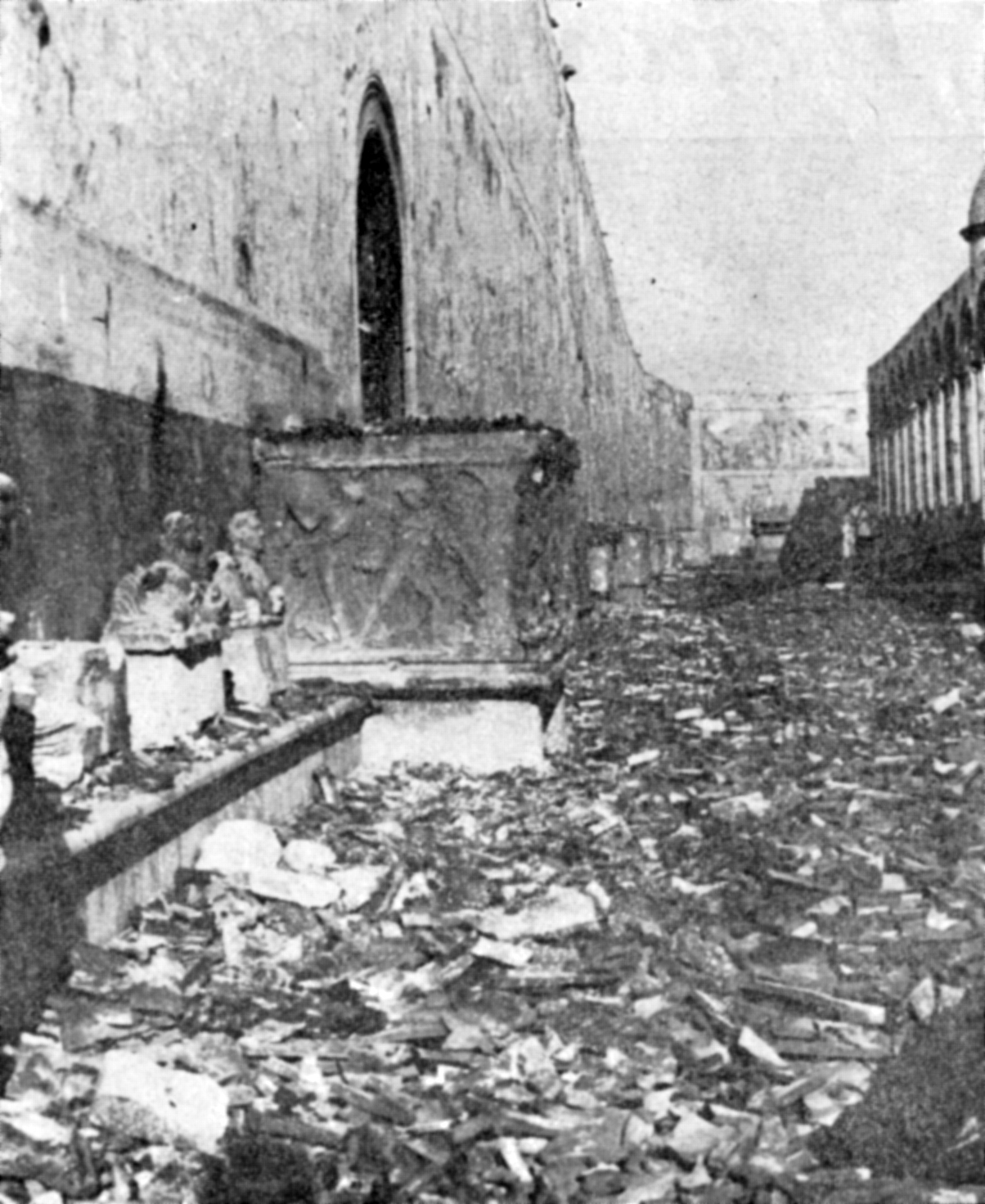
Camposanto en 1944.

Au XXe siècle, la popularité du Campo Santo est ternie par l'intérêt croissant pour la Tour, mais surtout à cause des terribles dégâts subis pendant la Seconde Guerre mondiale.
Le 27 juillet 1944, lors d'un raid aérien, une bombe alliée provoque l'incendie et la fonte du toit de plomb causant de graves dommages aux fresques dont la destruction de l'une d'elles traditionnellement attribuée à Stefano Fiorentino ; de nombreuses sculptures et des sarcophages sont brisés. Des travaux de restauration sont en cours depuis 1945, qui ont notamment conduit à la récupération de très précieuses sinopie aujourd'hui exposées au museo delle Sinopie situé dans les bâtiments du côté sud de la place. Même si la suppression des sculptures, en particulier celles du XIXe siècle afin de rétablir l'aspect médiéval, a causé un appauvrissement de l'ensemble, ce n'est que récemment, à la fin des années 1980, qu'une restauration philologique a commencé sur l'ensemble du complexe monumental du Camposanto, reconstituant progressivement, dans la mesure du possible, l'aspect stratifié du lieu, grâce notamment aux précieux témoignages qui nous sont parvenus, comme le travail laissé par le graveur Carlo Lasinio qui fut conservateur des lieux à l'époque du royaume d'Étrurie, sous le règne de Marie-Louise d'Étrurie.
Après le bombardement, les fresques étaient toutes détachées et une restauration a commencé immédiatement. Avec ce détachement des fresques, des sinopie très bien conservées ont été découvertes permettant de se faire une idée de la décoration du Campo Santo aux siècles précédents. Le museo delle sinopie de Pise a été inauguré en 1976 et rénové en  2007. Il est possible d'y voir, en plus des sinopies, une reproduction virtuelle du cimetière en « 3D stéréoscopique » qui présente l'intérieur du monument au cours des siècles.
En 1960, une exposition est organisée pour célébrer l'achèvement des premières restaurations, mais vingt ans plus tard, de nouveaux et graves signes alarmant de détérioration apparaissent, en particulier sur les œuvres restaurées sur les murs ouverts. Une nouvelle phase de recherche est alors menée par la Surintendance en étroite collaboration avec l'Opificio delle pietre dure et les départements des Sciences de la Terre et de Chimie de l'Université, qui met en évidence certaines lacunes et les mauvais choix des restaurations précédentes, rendant nécessaire une nouvelle restauration.
En 2020, si le cimetière peut paraître un peu négligé aux yeux du visiteur, avec peu de légendes explicatives sur les œuvres exposées, une restauration des fresques murales est en cours : presque toutes les fresques ont été repositionnées sur des plaques de fibrociment fixées sur des cadres en bois et déplacées, ou sont prévues pour être déplacées, pour rejoindre leur position originale. L'héritage lapidaire  du porche, allant du début du Moyen Âge à nos jours, gravement endommagés par le plomb fondu après l'incendie de 1944 dont il reste des traces visibles indélébiles, doit également être mis en valeur.

## «Panthéon» pisan

Enrico van Lint (1808-1884), Galerie Est du Campo Santo.

Les principales personnalités de la ville sont enterrées dans le cimetière, tels que les recteurs et les professeurs les plus prestigieux de l'Université de Pise, les dirigeants et les familles les plus en vue, en réutilisant souvent des sarcophages romains de grande valeur, tout en procédant à partir du XVIe siècle, à un processus de « muséalisation » avec l'apposition d'inscriptions romaines sur les murs et de conservation de souvenirs précieux concernant l'histoire de la ville.
Ce « panthéon » pisan devint ainsi naturellement le premier musée de la ville quand, au XIXe siècle, furent rassemblées des œuvres d'art provenant d'instituts religieux supprimés à la suite des réformes napoléoniennes, empêchant ainsi la dispersion du patrimoine de la ville, ainsi que des pièces artistiques ou archéologiques acquises spécialement à cet effet. A la même époque, la fonction du cimetière connait son apogée, avec de nombreux sépulcres du XIXe siècle, souvent d'excellente facture, qui commencent à envahir les couloirs, rebaptisés depuis « galeries ».
Ce mélange d'ancien et de moderne, entre célébration de l'histoire et réflexion sur la mort, est à la base du charme mélancolique qui s'exerce sur les voyageurs de l'époque romantique, faisant du Camposanto l'un des monuments les plus appréciés et les plus visités d'Italie, avec des visiteurs venus de toute l'Europe pour l'admirer et l'étudier. Ce n'est pas un hasard si à cette époque, ses fresques sont popularisées par de nombreux dessins, croquis et estampes, qui répandent leur beauté à travers le monde. Malgré cette renommée, les conditions de conservation suscitent déjà de nombreuses inquiétudes, en raison de certains signes visibles de décomposition et de la disparition de certaines parties entières des scènes. Une analyse des matériaux et certaines restaurations commencent alors pour tenter d'endiguer la détérioration des couleurs et le décollement du plâtre.

## Extérieur

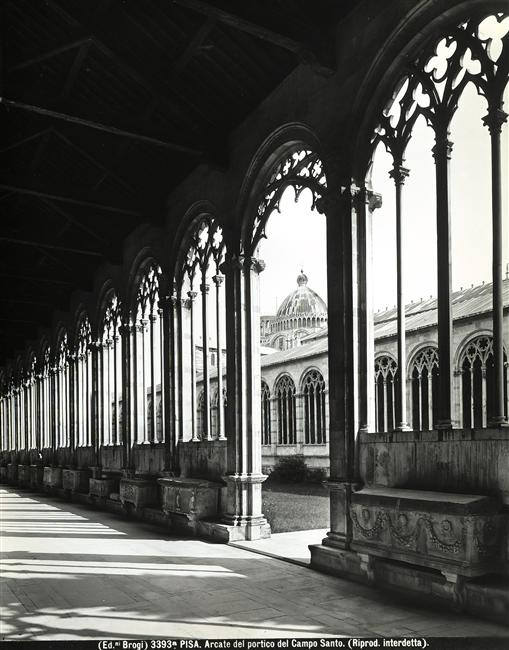
Détails de l'arcature.

Sur le plan architectural, le Camposanto est composé d'un haut mur rectangulaire, faisant face au Duomo et au baptistère. L'extérieur est en marbre blanc simple, avec 43 arcs aveugles avec des têtes humaines sur les attaches des arcs, et deux portes sur le côté sud. L'accès principal est celui qui surplombe la place à l'est. Un riche tabernacle gothique orne le dessus du portail d'accès, ouvrage de la seconde moitié du XIVe siècle, contenant des statues de la Vierge à l'Enfant et quatre saints, œuvre d'un disciple de Jean Pisano, et d'Anges, œuvre de Tino di Camaino.
La simplicité de la structure extérieure forme une toile de fond idéale au complexe monumental de la place, principalement parce qu'elle repose sur un axe incliné par rapport au Duomo-Baptistère, faisant paraître la place encore plus grande quand on la regarde depuis ses extrémités, par un jeu optique de perspective. Cet effet est particulièrement impressionnant vu de la porte située dans les murs médiévaux près du baptistère.
À l'intérieur, le Camposanto ressemble à un cloître, avec des arcatures à claire-voie particulièrement décorées, soutenues par de minces meneaux ornés d’entrelacs polylobés, achevés en 1464 dans un style gothique international.
Les tombes les plus importantes étaient situées dans la pelouse centrale, en « terre sainte », ou contenues dans les sarcophages romains réutilisés pour les sépultures les plus prestigieuses, tandis que des personnalités moins importantes étaient inhumés sous les arcades, sous une dalle de tombeau plus simple insérée dans le sol du couloir. Tous les sarcophages ont été retirés de la zone centrale et mis à l'abri lors du réaménagement du XIXe siècle, de sorte qu'aujourd'hui, les tombes sont toutes sous les arcades. Seule des chapiteaux composites médiévaux et deux puits du XIIIe siècle, décorés de protomes humains et animaux, subsistent dans l'espace central.

## Intérieur
L’intérieur du cloître recèle une grande quantité de mobilier d'art funéraire qui embrasse la période étrusque, romaine, médiévale jusqu'à la fin du siècle dernier, dont une importante collection de sarcophages, ainsi que des chapelles des XIVe et XVIe siècles. Le mur périphérique est décoré par un cycle de fresques peintes par plusieurs artistes parmi lesquels Francesco Traini, Buonamico Buffalmacco ou Taddeo Gaddi.

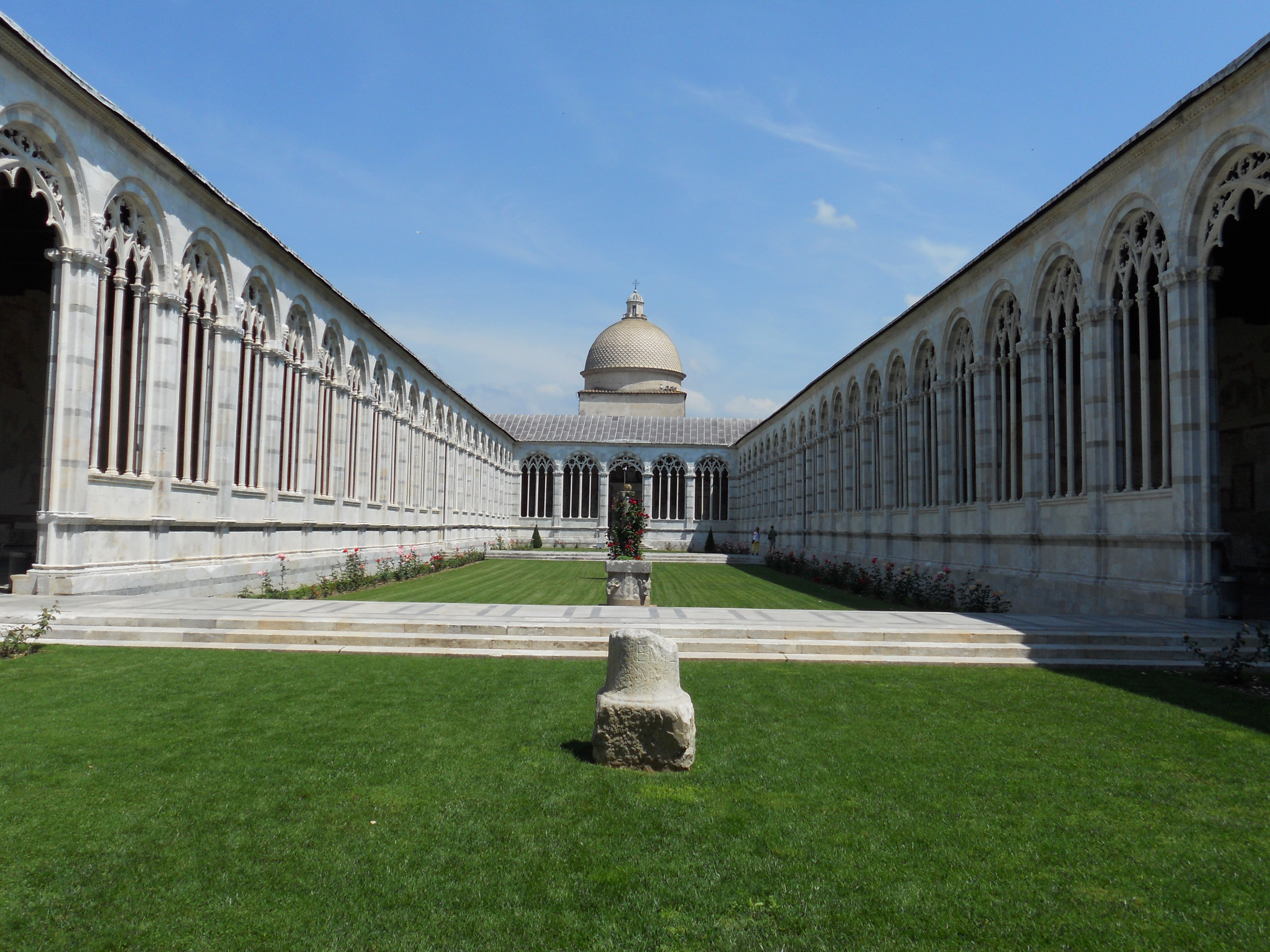
Intérieur du cloitre.
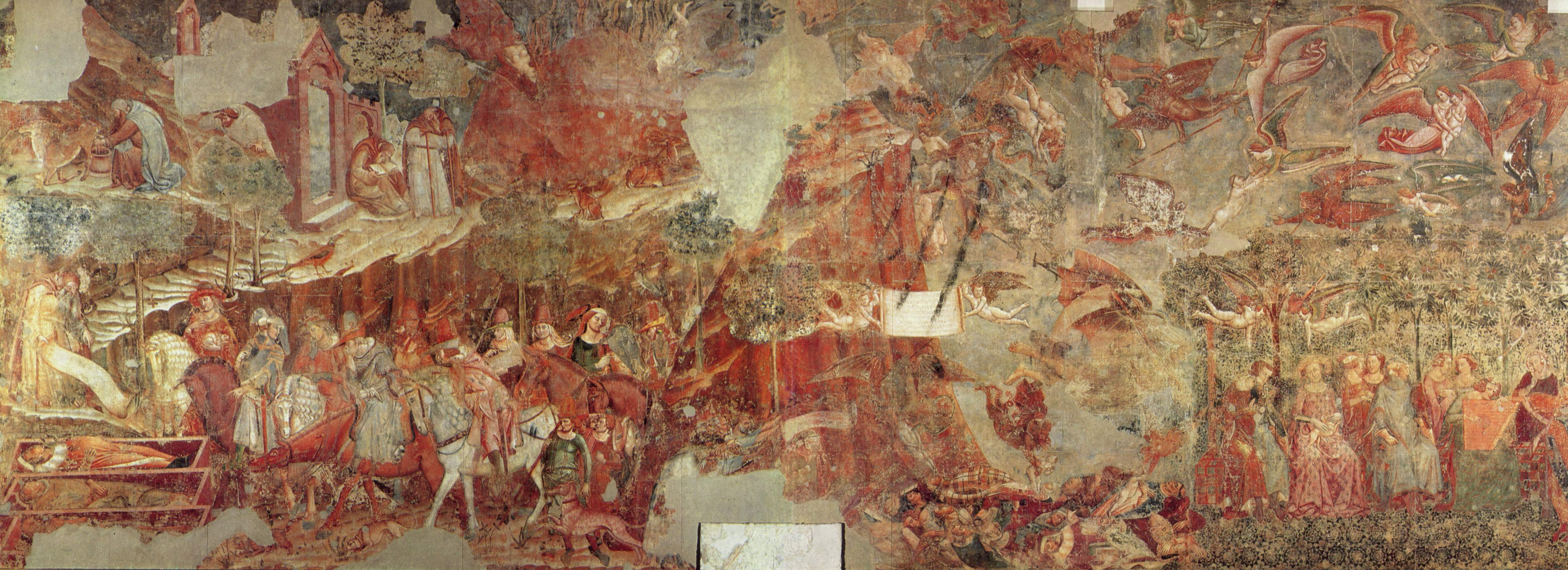
Le Triomphe de la Mort vers 1355.
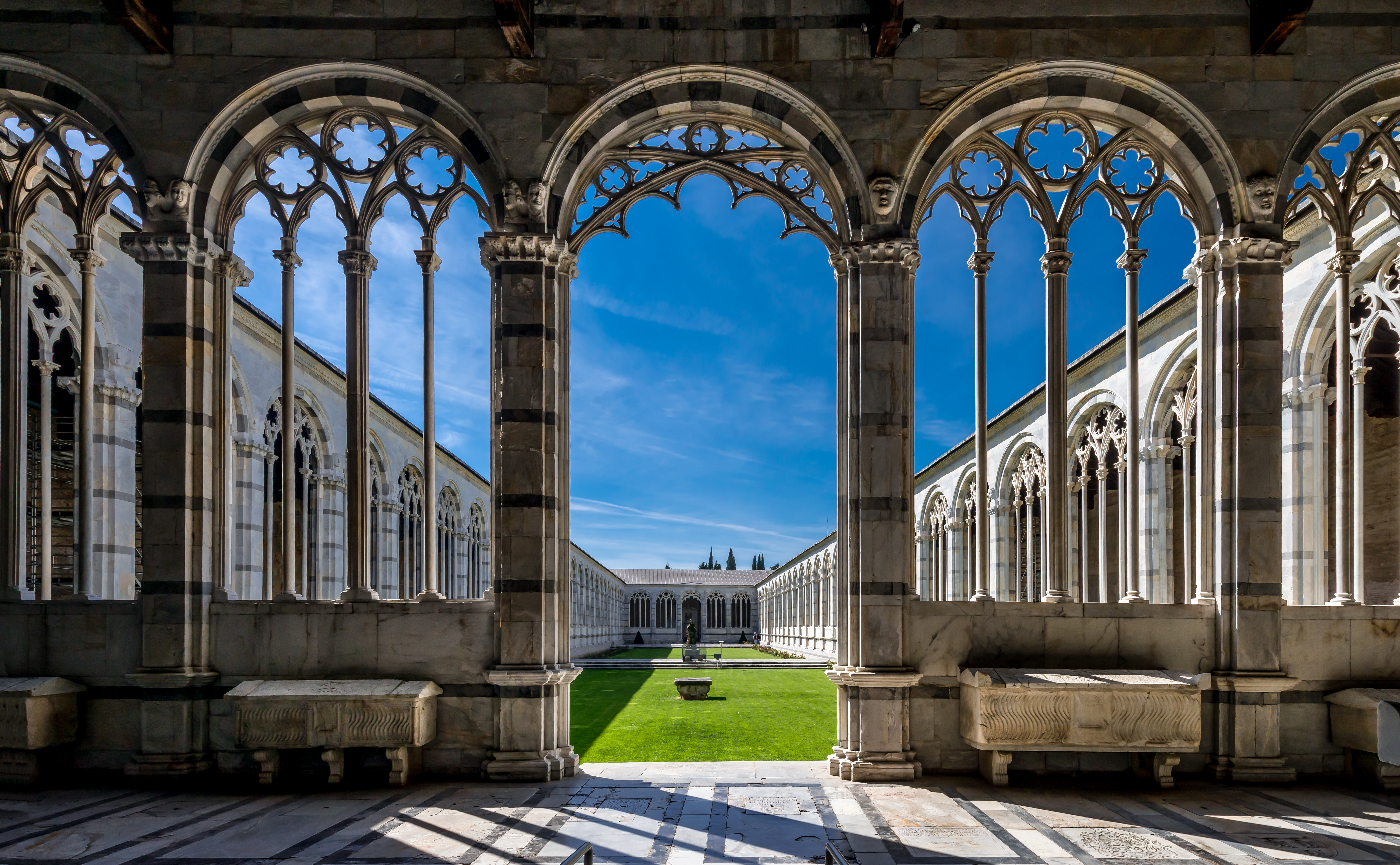
Intérieur du cloitre.

### Chapelles
Le cimetière comporte trois chapelles.

#### Chapelle Ammannati

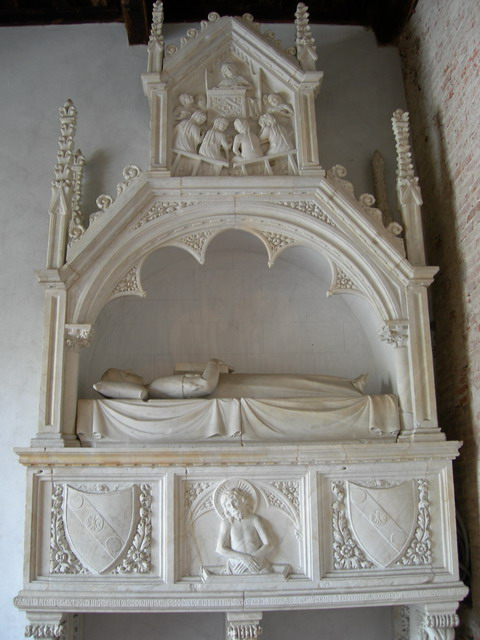
Chapelle Ammannati, tombeau.

Dans l'aile nord se trouve la chapelle Ammannati, la plus ancienne des trois chapelles, qui contient le monument funéraire de Ligo Ammannati, un enseignant de l'université de Pise, mort en 1359, qui lui donne son nom. Ce monument, de l'école de Giovanni Pisano, était précédemment attribuée à Cellino di Nese : le sarcophage central est décoré d'une Pietà, tandis qu'au-dessus, se dresse la figure du gisant, le défunt couché, dans un tabernacle gothique ; au-dessus, un bas-relief représente un médecin enseignant aux écoliers.
A gauche de la chapelle, une salle, de construction moderne, est utilisée depuis 2017 pour des expositions temporaires. En continuant au-delà de la chapelle, se trouvent des fragments de pierres datant des XIIe – XVe siècle, réunis par Carlo Lasinio au début du XIXe siècle, et une coupe néo-antique bien connue, avec une procession dionysiaque qui a inspiré Nicola Pisano pour  la chaire du baptistère de Pise.

#### Chapelle Aulla

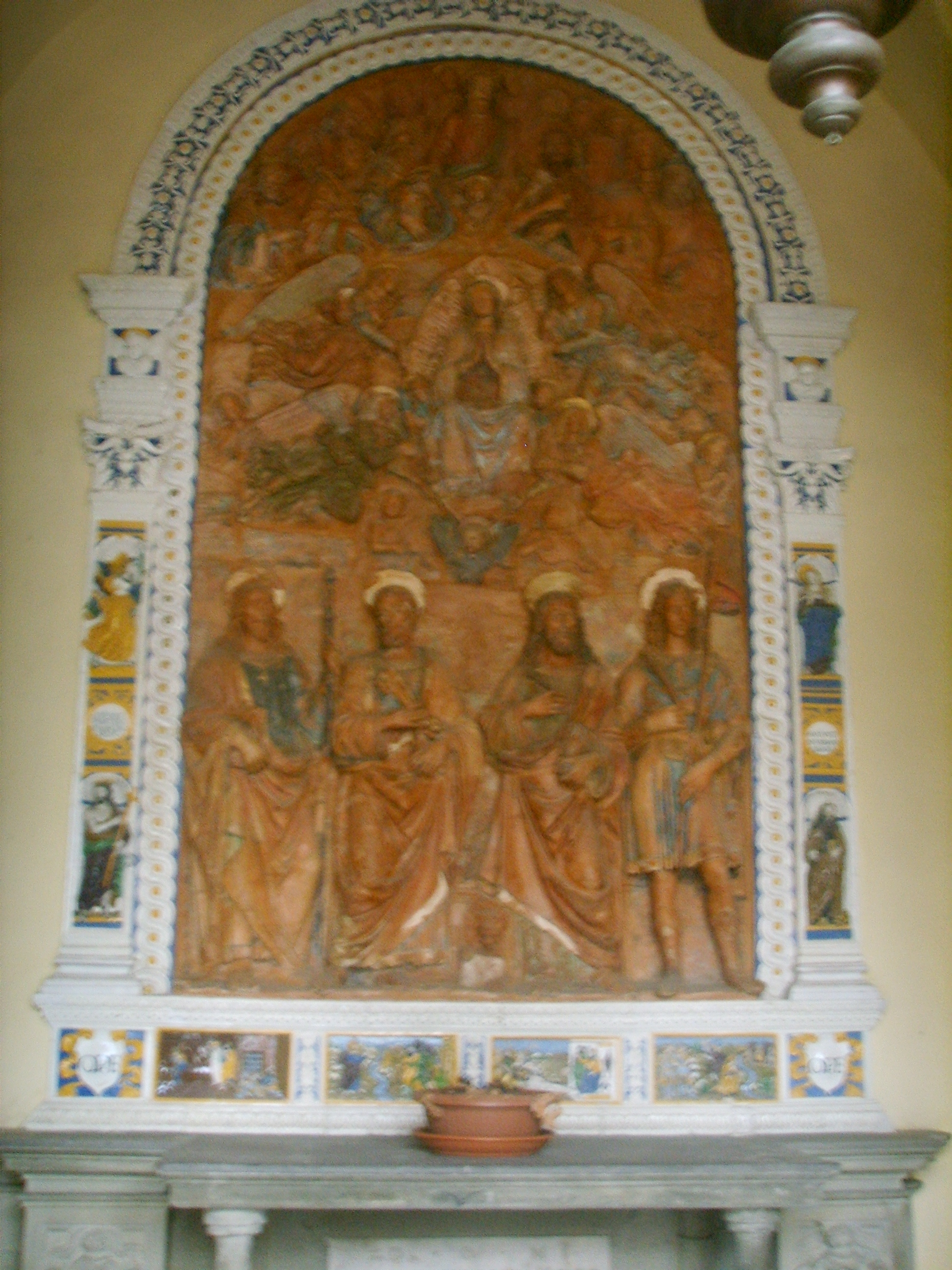
Chapelle Aulla, Tabernacle.

La chapelle Aulla se trouve également dans l'aile nord,. Un retable en terre cuite polychrome de Giovanni della Robbia (1518-1520), avec l'Assomption en gloire avec quatre saints et une prédelle avec les Histoires des saints, est installé sur l'autel. La lampe originale de Galilée y est également conservée : le grand scientifique pisan a effectivement vu se balancer cette lampe dans la cathédrale ce qui lui a donné l'idée de sa théorie sur l'isochronisme du pendule.
L'espace entre ces deux chapelles a été conçu avec des ouvertures, maintenant murées, vers d'autres chapelles qui n'ont jamais été construites. La partie arrière, vers les murs, s'appelait  « dei chiostrini » et fut utilisée pendant quarante ans comme cimetière avant la construction du nouveau cimetière de la via Pietrasantina.

#### Chapelle Dal Pozzo
La chapelle Dal Pozzo, construite par l'archevêque Carlo Antonio Dal Pozzo en 1594 sur une structure préexistante plus ancienne, est située au centre de l'aile orientale. Elle contient un autel dédié à saint Jérôme et une petite coupole. Les reliques de la cathédrale y furent transférées en 2009 : ces reliques comprennent parmi les restes de onze des douze apôtres, deux fragments de la vraie croix, une épine de la couronne d'épines du Christ et un petit fragment de la robe de la Vierge Marie. La messe y est parfois célébrée.

### Sarcophages

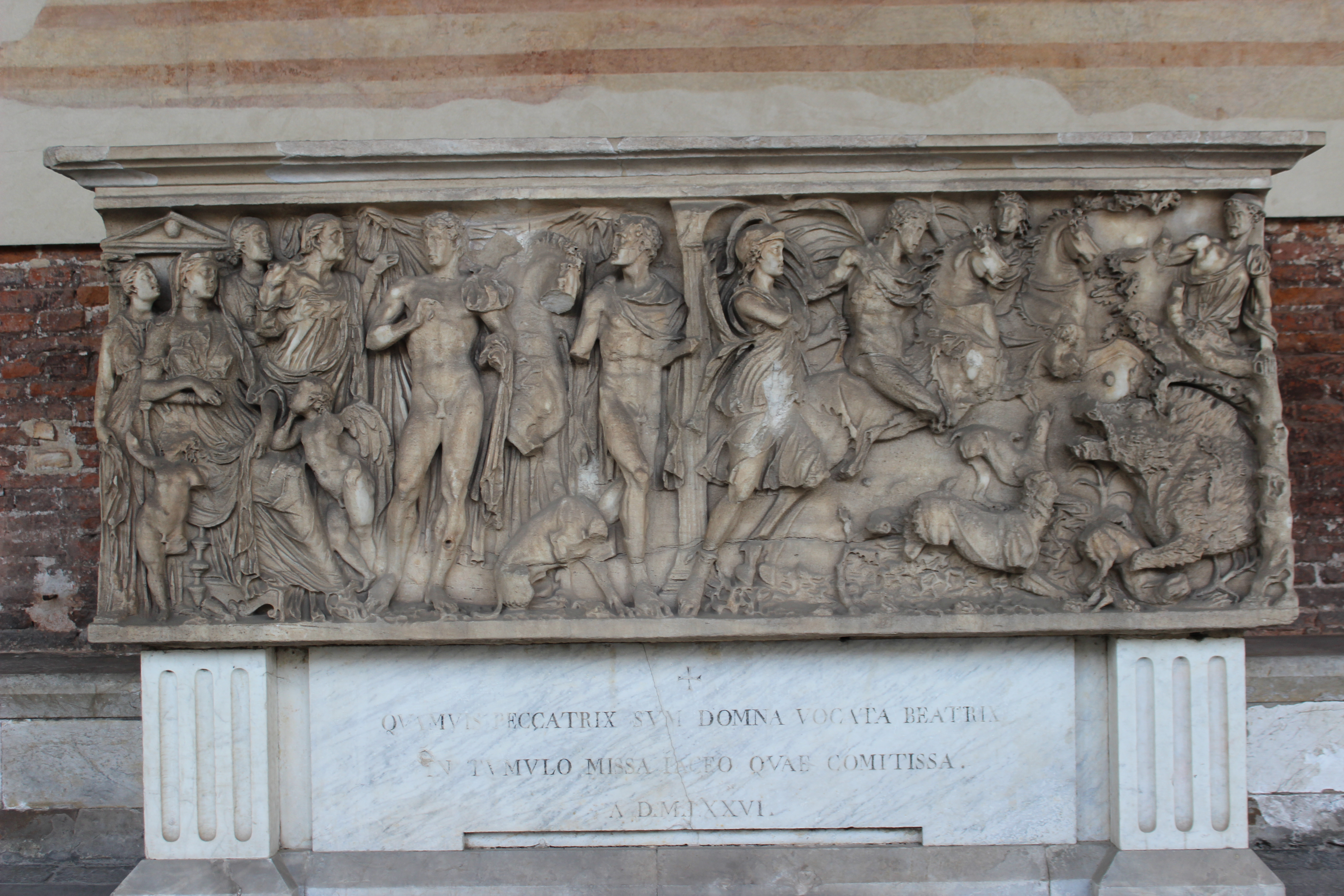
Sarcophage Phèdre

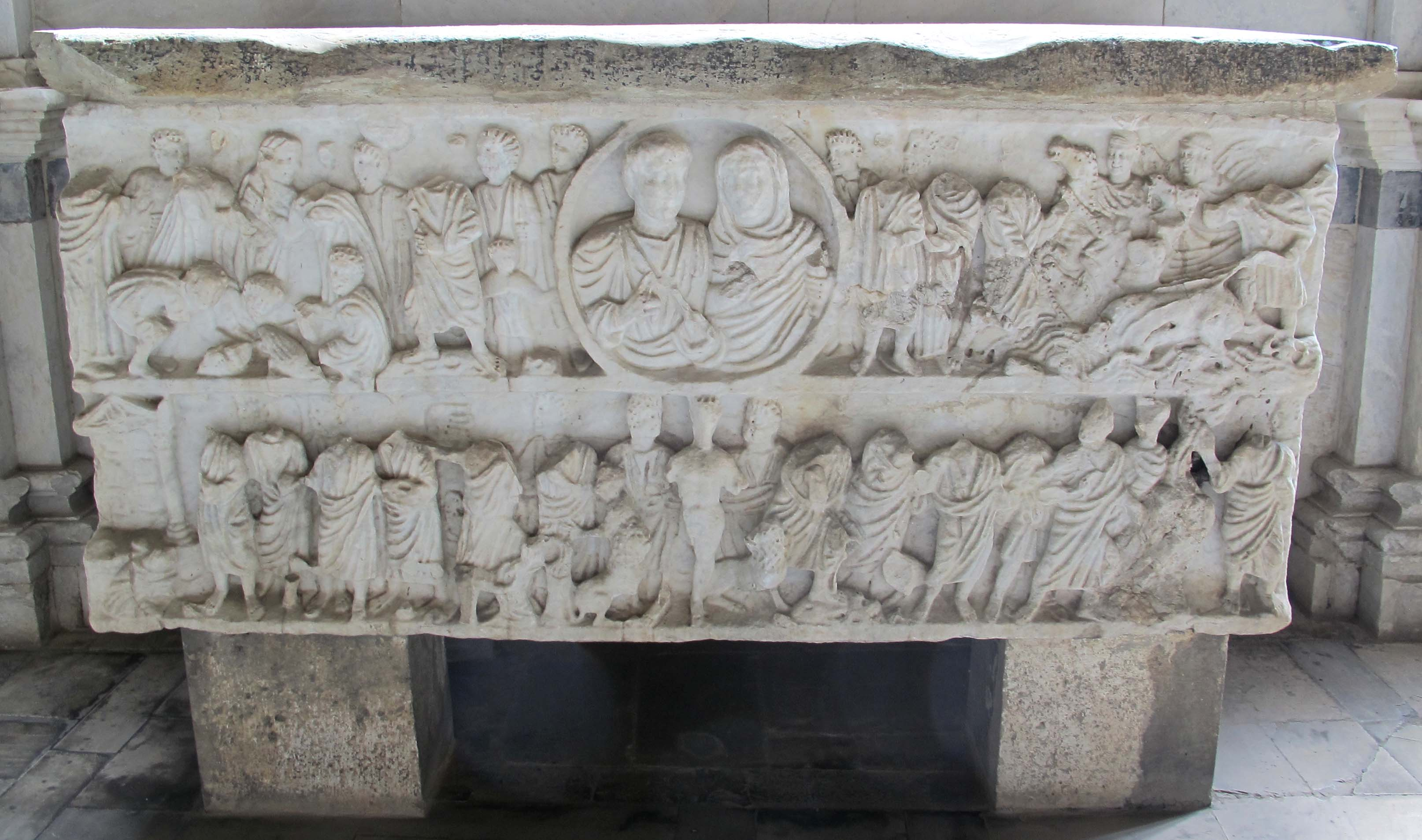
Sarcophage 59 avec une scène de l'Ancien Testament et les bustes des époux.

#### Histoire
Le Campo Santo contient une collection de 84 sarcophages romains, ainsi qu'une collection d'urnes romaines et étrusques, maintenant dans le musée de la sacristie.
La coutume de réutiliser d'anciens sarcophages pour d'éminentes personnalités politiques et militaires de la ville est attestée depuis le XIe siècle. À partir du XIVe siècle, ces sépultures, après avoir été placées sur la place et le long de la cathédrale, souvent directement attachées au bâtiment lui-même, sont conservées à l'intérieur du Camposanto. Lorsque le cimetière est construit, ils sont rassemblés au milieu de la pelouse. Cela a permis la conservation de ces œuvres importantes jusqu'à nos jours.
Entre 28 et 31 sarcophages romains ont été réutilisés. Cette réutilisation a également une valeur symbolique : elle veut être la preuve du rôle de Pise en tant que puissance maritime et en tant qu'héritière de la Rome antique.
Au XVIIIe siècle, les sarcophages sont placés sur des étagères à l'intérieur du cloitre, sous les fenêtres à quatre carreaux. Cette opération marque la naissance d'une véritable collection. Leur préservation systématique remonte à l'intervention du conservateur Carlo Lasinio qui enrichit la collection avec d'autres sarcophages récupérés dans les églises de la ville et qui place les spécimens les plus précieux sous les fresques pour constituer une sorte de musée archéologique à l'intérieur de l'enceinte du cimetière.

#### Aile ouest

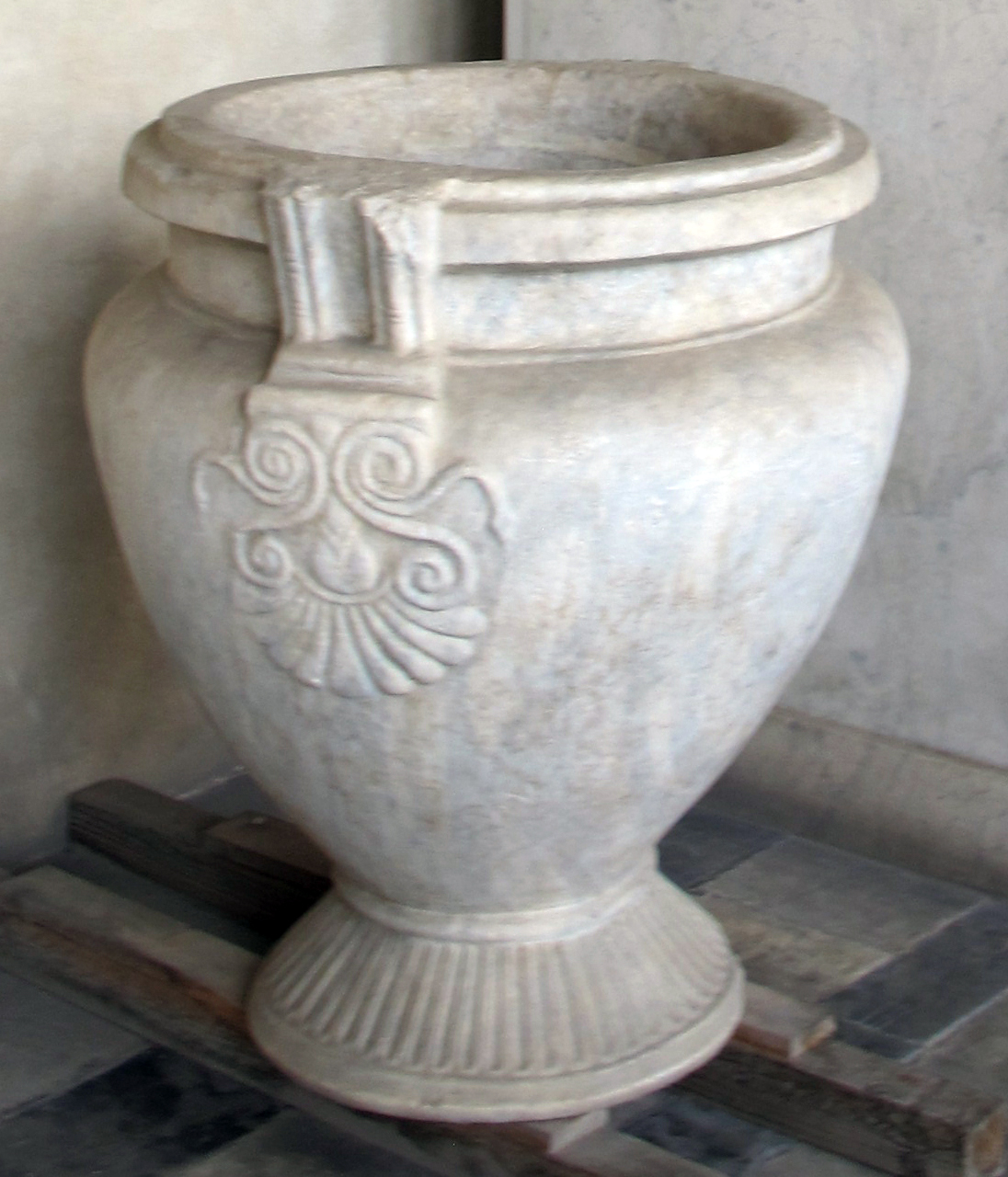
Vase de saint Pierre à rainures, marbre.

Certaines des pièces les plus précieuses de la collection sont conservées dans l'aile ouest. Celles qui sont également décorées au dos ne sont pas disposées contre le mur du fond mais isolées au milieu de la nef.
Parmi celles-ci se trouve un sarcophage romain avec un édicule central contenant deux personnages, ainsi qu'une matrone et un soldat sur les côtés et un protomé léonin au dos (du milieu du IIIe siècle, réutilisé par la famille Falconi). Suit un sarcophage avec les bustes de deux époux dans un clipeus central soutenu par des génies ailés, du IIIe siècle, et celui de Bellicus Natalis (consul en 87 apr. J.-C.), avec des figures féminines et des génies qui tendent des festons. Ce sarcophage est particulièrement important dans l'histoire de l'art romain car c'est peut-être le plus ancien exemple datable de la reprise de l'inhumation au IIe siècle av. J.-C., avec la renaissance de la production de sarcophages, pratique indissociable de l'histoire de la sculpture romaine.
Le vase de saint Pierre à rainures, en marbre, datant du Ier siècle av. J.-C., est une autre œuvre ancienne importante. Sur le côté des grandes fenêtres, sur un sarcophage de la première moitié du troisième siècle , figurent Mars et Vénus dans un édicule central et, sur les côtés, des Dioscures. Au-dessus d'un tronc de colonne cannelé, le vase Bonaguida en pierre bulbeuse de la fin de la période archaïque, a été réutilisé comme urne funéraire entre les XIIe et XIIIe siècles.

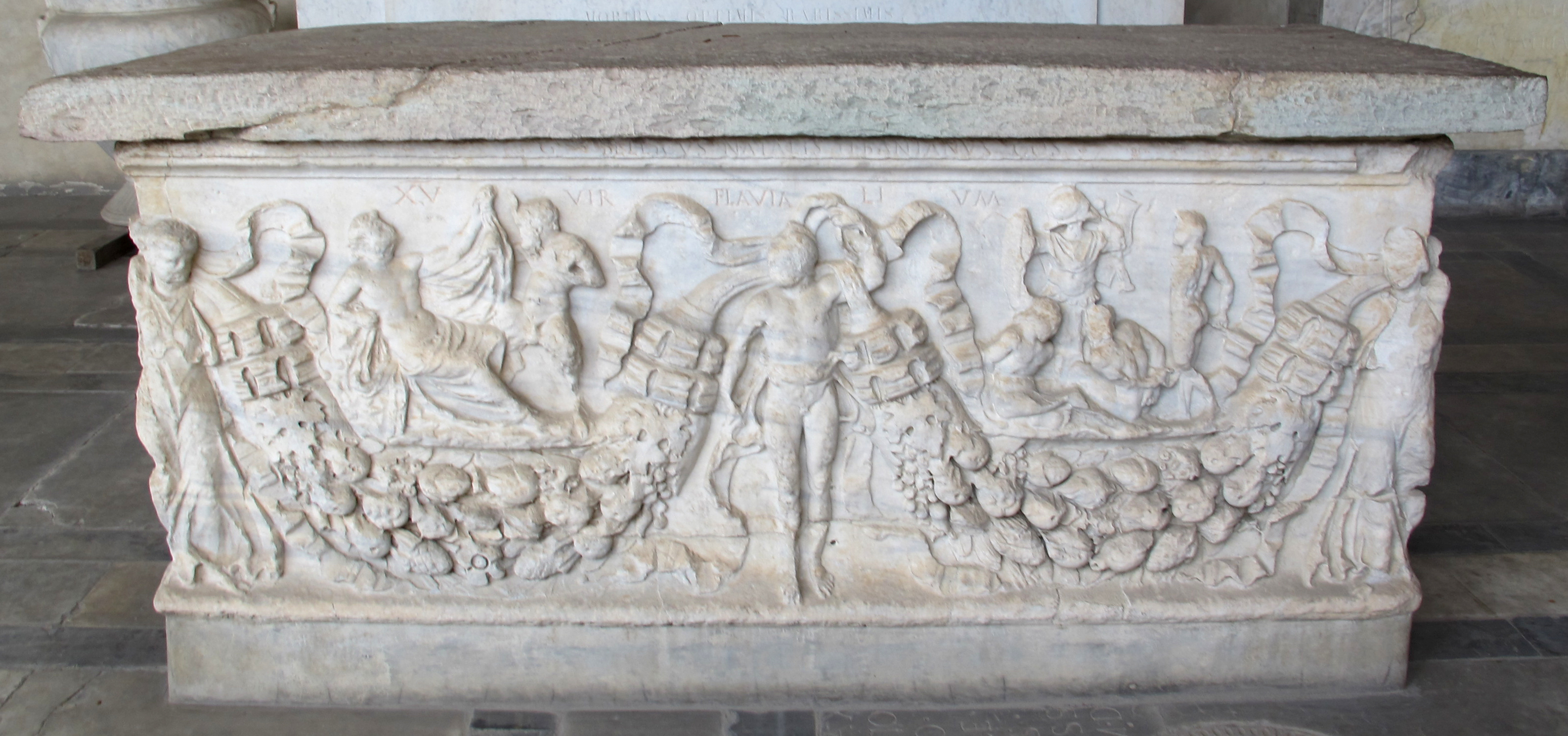
Sarcophage 05 de Caius Bellicus Natalis.

#### Aile nord

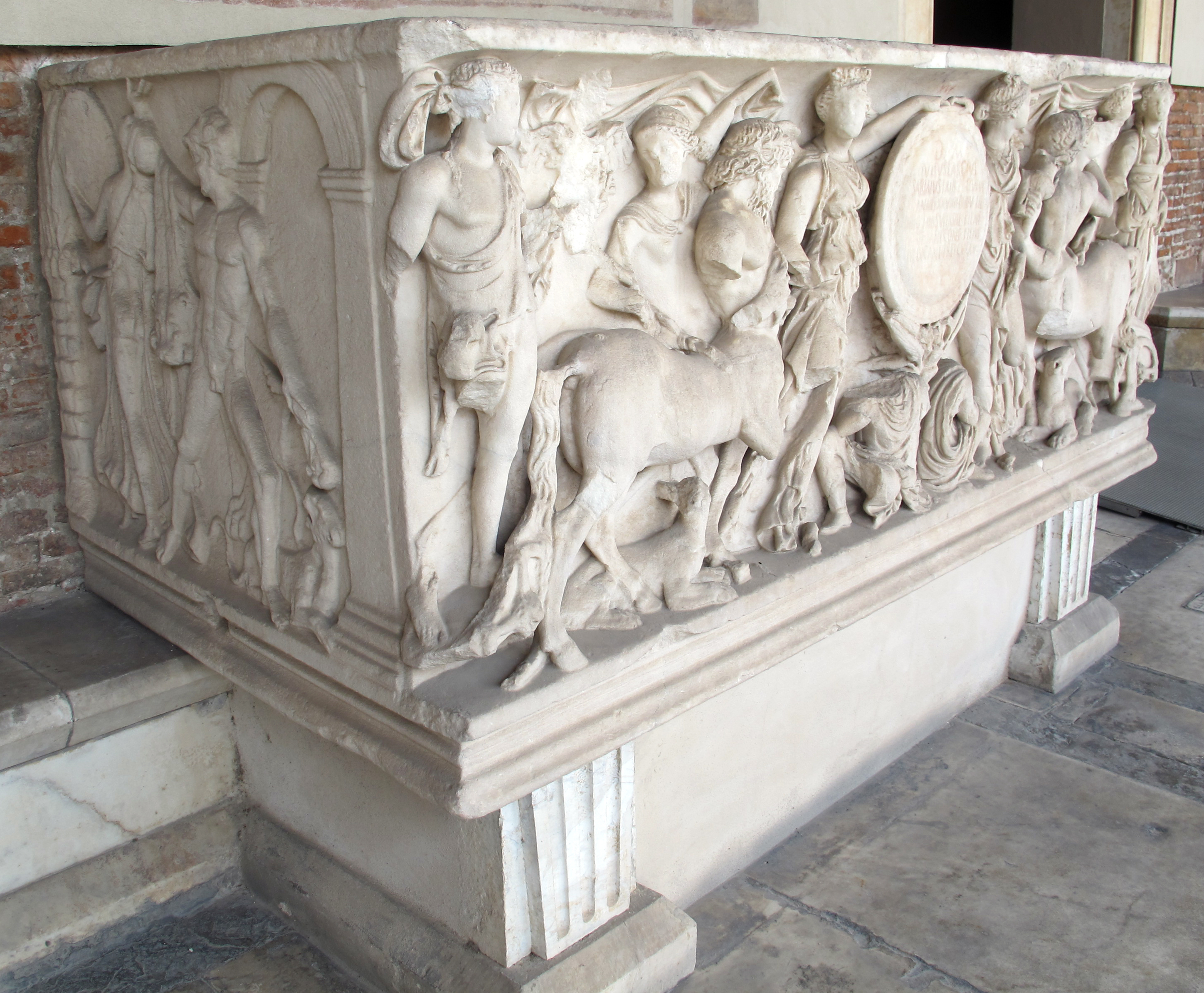
Sarcophage 08 de Lucius Sabinus, tribun de la plèbe.

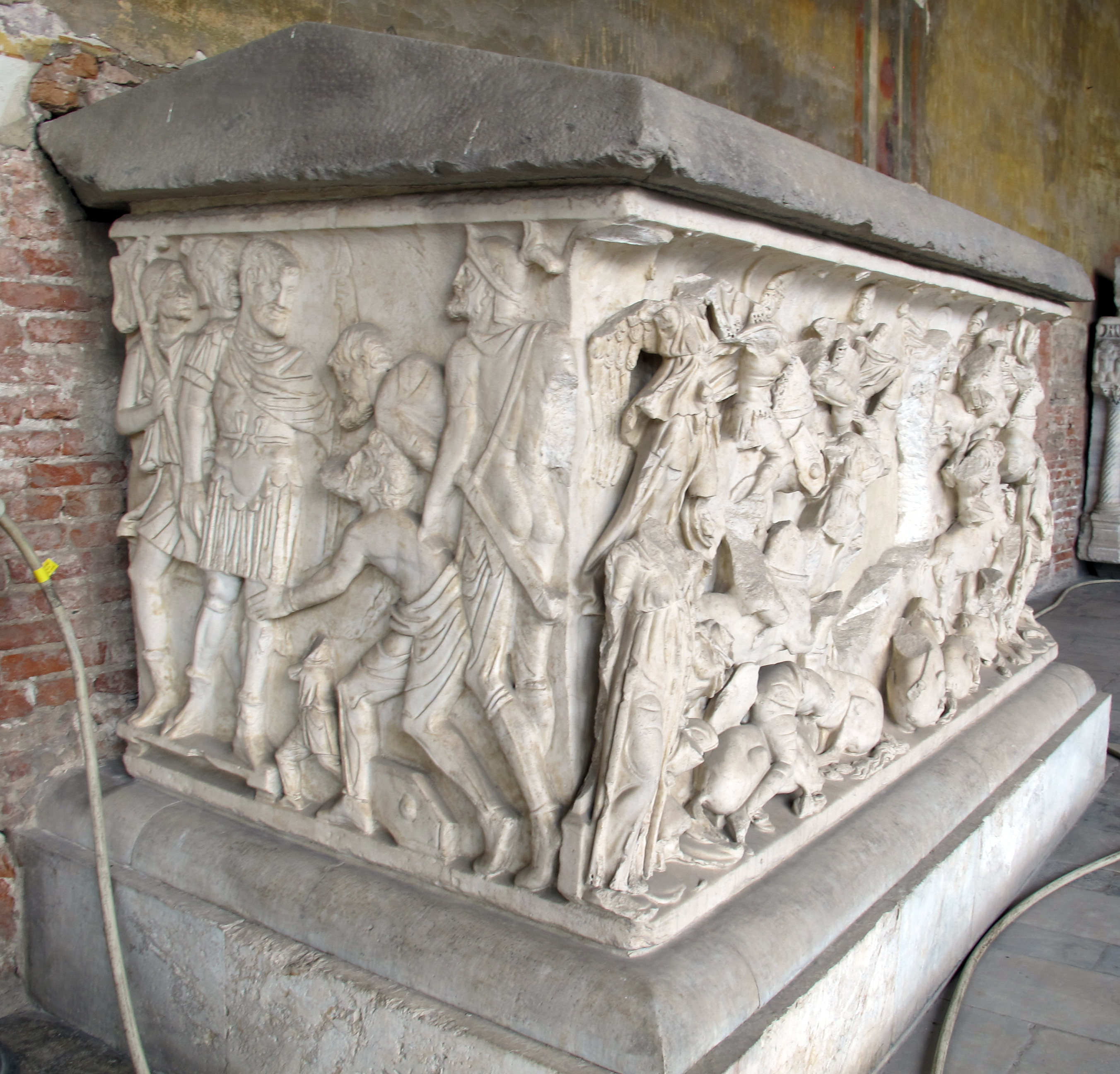
Sarcophage 23, Scène de la bataille entre les Romains et les Barbares.

L'aile nord s'ouvre sur une stèle funéraire attique en marbre pentélique avec le défunt assis devant une servante et un enfant emmailloté, œuvre très rare en Italie. Les sarcophages à proximité sont aussi intéressants : celui de Lucius Sabinus, tribun de la plèbe, avec une cuve rectangulaire présentant des paires de centaures et des victoires ailées (milieu du IIe siècle), et, sous les grandes fenêtres, quatre sarcophages datant du IIe au IIIe siècle.
Au-delà de la chapelle Aulla, se trouve le grand sarcophage des Epoux dont la cuve rectangulaire se caractérise par des édicules, avec une cérémonie de mariage représentée au centre (fin du IIIe siècle). Vient ensuite le sarcophage avec les Victoires en vol et le buste du défunt (fin du IIIe siècle), celui de la procession des divinités marines (milieu du IIIe siècle), celui avec les satyres et les ménades et le couvercle avec des scènes dionysiaques sur les côtés du panneau (milieu du IIIe siècle), celui avec le mythe de Méléagre chassant le sanglier de Calydon (IIIe siècle) et le grand sarcophage avec une cuve rectangulaire avec des scènes de bataille entre Romains et Barbares (fin IIe siècle).
Un fragment de sol en marbre avec incrustations polychromes entrecoupe la série suivante : le célèbre sarcophage avec l'édicule des Muses (milieu du IIIe siècle) qui a un couvercle figurant les époux à demi couchés. De l'autre côté, une série de sarcophages, dont celui avec les jeux des Érotes  (fin IIe siècle), celui avec les courses des Érotes dans le cirque (fin IIe -début IIIe siècle) et celui avec des scènes bacchiques d'Érotes (début IIIe siècle), sont tous destinés aux enterrements d'enfants ; parmi les plus grands se détachent le sarcophage semi-ovale et strigilé avec des génies ailés et le Bon Pasteur (début du IVe siècle) et le sarcophage paléochrétien avec des scènes de l'Ancien Testament au recto sur deux registres qui encadrent les bustes des époux décédés (début du IVe siècle). 

Divers sarcophages du IIe – IIIe siècle sont ensuite présentés, parmi lesquels un grand spécimen avec le mythe de Phèdre et d'Hippolyte (fin du IIe siècle), réutilisé en 1076 pour enterrer la mère de Matilde di Canossa,  Beatrice : Nicola Pisano s'est inspiré de certains de ses motifs pour sculpter la chaire du baptistère de Pise. Du côté des grandes fenêtres, sont disposés le sarcophage du Bon Pasteur avec le troupeau  (fin du IIe siècle), le strigile avec le buste du défunt parmi les génies ailés (milieu du IIIe siècle) et le strigile avec la porte de l'au-delà (début du IIIe siècle).

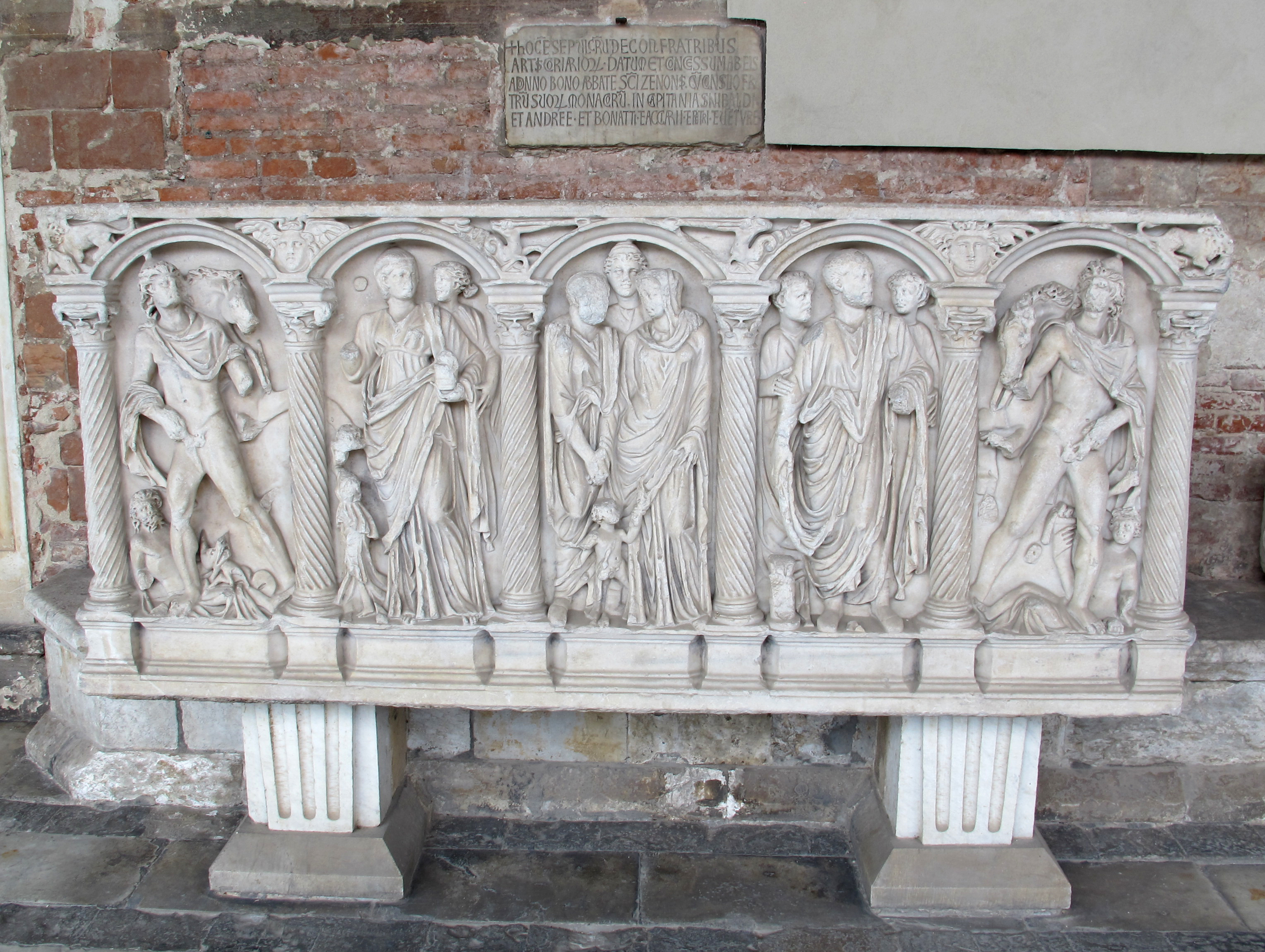
Sarcophage 17 des époux.

Du côté oriental se détachent un sarcophage romain strigylé avec un clypeaster central et celui d'Annio Proculus, décurion de la colonie d'Ostie, et de sa mère Annia, avec une cuve rectangulaire présetant un relief de faisceaux (début du IIe siècle).

#### Aile sud
Dans l'aile sud, parmi les exemples les plus significatifs, sont présentés un sarcophage romain avec le Bon Pasteur et les Muses du IIe siècle  et le sarcophage avec des Scènes de chasse au sanglier du début du IVe siècle.

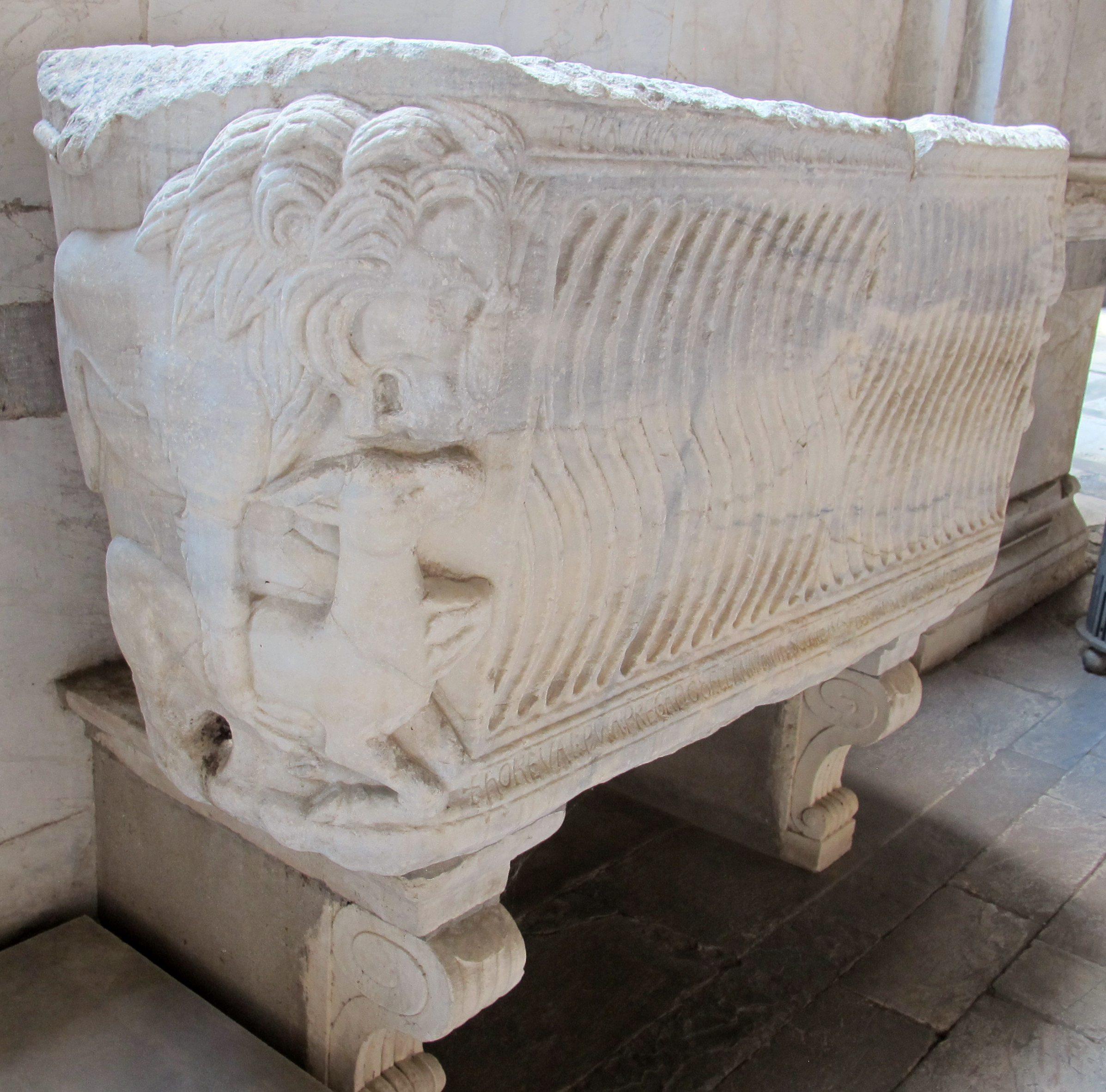
Sarcophage 67 de Giratto, Biduino et atelier (1170-1176).

Au début de l'aile sud, une série d'inscriptions anciennes sont attachées au mur, dont les décrets de la colonie Iulia Pisana pour les honneurs funéraires des fils adoptifs d'Auguste, Gaius et Lucio Cesari, datant du IIe au IVe siècle. Un devant de sarcophage strié avec l'inscription « Vittoria » et un bouclier (seconde moitié du IIIe siècle, réutilisée au XIIIe siècle) sont présentés en avancée. De l'autre côté, sous les grandes fenêtres, se dresse le sarcophage de Giratto, un sarcophage rare du XIIe siècle, œuvre de Biduino et de son atelier, ovale et strigilé, avec des lions mordant des proies ; il porte également l'une des inscriptions en pierre les plus anciennes de la langue vernaculaire italienne. Le sarcophage de l'abbé Benedetto, ovale et à festons soutenus par des masques d'Érotes et léonins, se trouve aussi dans cette section, datable d'après l'inscription sur le couvercle de 1443 et attribué à l'atelier d'Andrea di Francesco Guardi.
Dans la section suivante, sont placés plusieurs sarcophages romains souvent réutilisés au Moyen Âge : un avec des Victoires ailées soutenant une inscription centrale sur une table (milieu du IIe siècle), un avec des scènes d'une procession marine (seconde moitié du IIe siècle), un strigilé avec Bacchus, Mercure, clypé avec les époux décédés (seconde moitié du IIIe siècle), un strigilé avec des lions mordant leur proie (fin du IIIe siècle), un avec Néréides et Tritons et buste central du défunt (fin du IIe siècle), un avec le mythe de Séléné et Endymion dont le couvercle a été retravaillé au Moyen Âge avec des Victoires ailées tenant une table gravée (fin du IIe siècle), et un avec la chasse de Méléagre, avec un couvercle en forme de lit sur lequel deux conjoints sont semi-allongés (IIIe siècle). De l'autre côté, d'autres sarcophages datent des IIe et IIIe siècles.

### Autres monuments funéraires

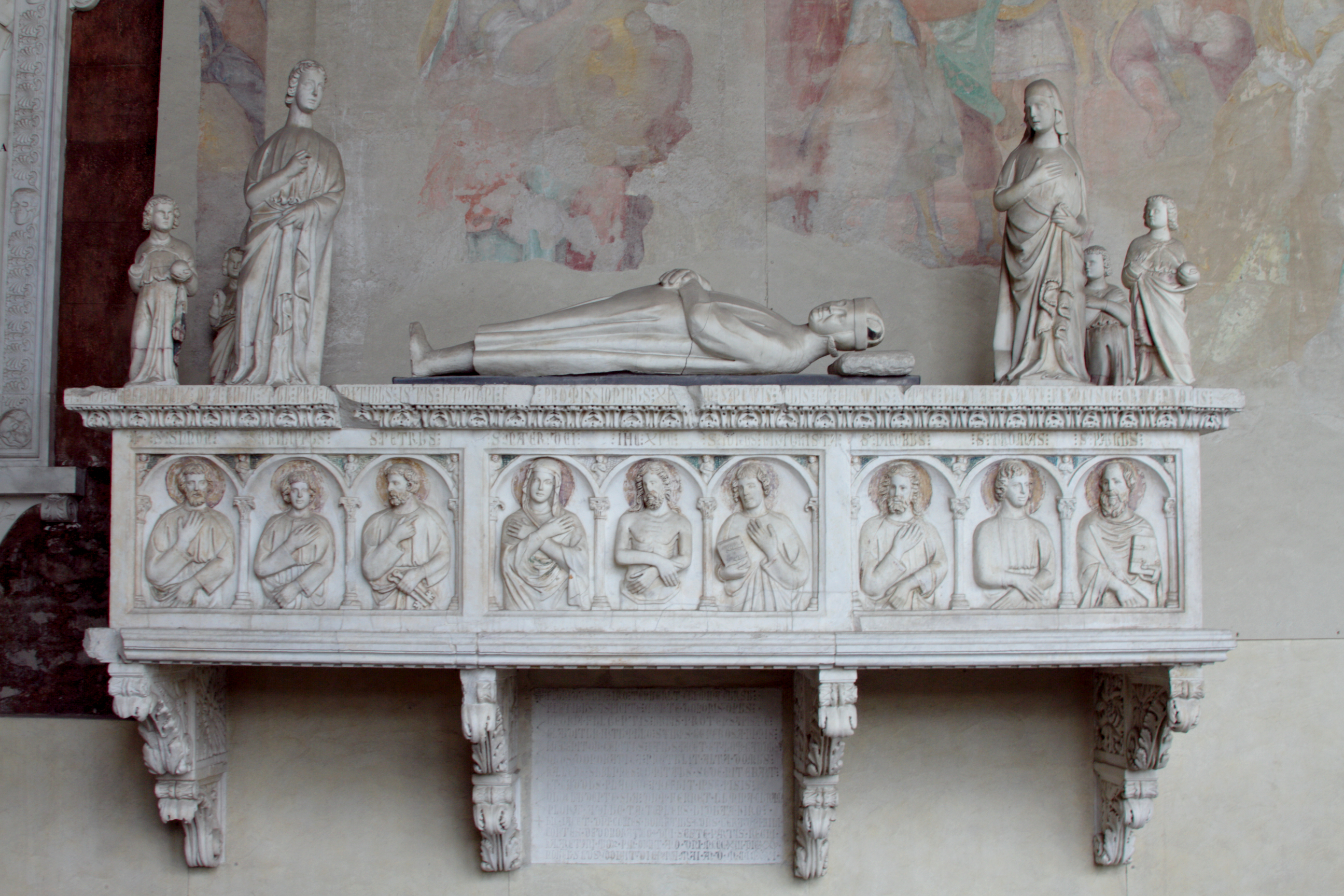
Monument funéraire des comtes Della Gheradesca.

Du côté sud,  le tombeau d'Andrea Vaccà Berlinghieri, œuvre de Bertel Thorvaldsen (vers 1826), et le monument sépulcral du comte Francesco Algarotti (décédé en 1764), œuvre de Carlo Bianconi, Mauro Tesi et Giovanni Antonio Cybei se détachent sous les fresques de Taddeo Gaddi.
Sur le côté ouest, se dresse le tombeau des comtes Gherardesca (1315-1320), réalisé par un disciple de Giovanni Pisano désigné comme Maître du monument de Gherardesca. Jusqu'au XIXe siècle, il se trouvait dans l'église San Francesco, et est décoré par la statue du comte Gherardo di Bonifacio, par un ange de l'Annonciation et par les saints Nicolas et François, installés au-dessus du sarcophage. A proximité, contre le mur, se trouvent : le monument à Bartolomeo Medici (mort en 1555), commandant de Cosme I, sculpté par Tribolo ; juste devant; le monument d'Ottaviano Fabrizio Mossotti, avec une statue d'Uranie, œuvre de Giovanni Duprè, le tombeau du peintre Giovan Battista Tempesti (mort en 1804) ouvrage de Tommaso Nasi, et celui du physicien Lorenzo Pignotti (mort en1812), réalisé par Stefano Ricci.
Sur le côté est, se trouvent le monument funéraire du juriste Filippo Decio (mort en 1535), réalisé par Stagio Stagi, et celui de l'architecte Alessandro Della Gheradesca (mort en 1852), ouvrage d'Emilio Santarelli, en plus du grand tombeau du juriste Giovanni Boncompagni (mort en 1544) avec des statues de Bartolomeo Ammannati (1574) ; devant le monument du comte Masiani, est installée une sculpture de Lorenzo Bartolini intitulée Inconsolable (1841). Au-delà de la chapelle Dal Pozzo, se trouvent le monument à Giovan Battista Onesti (1592), plus loin, le monument sépulcral de Matteo Corti (mort en 1543), œuvre d'Antonio di Gino Lorenzi da Settignano, et la pierre tombale du peintre Zaccaria Rondinosi (vers le milieu du XVIIe siècle).

### Fresques

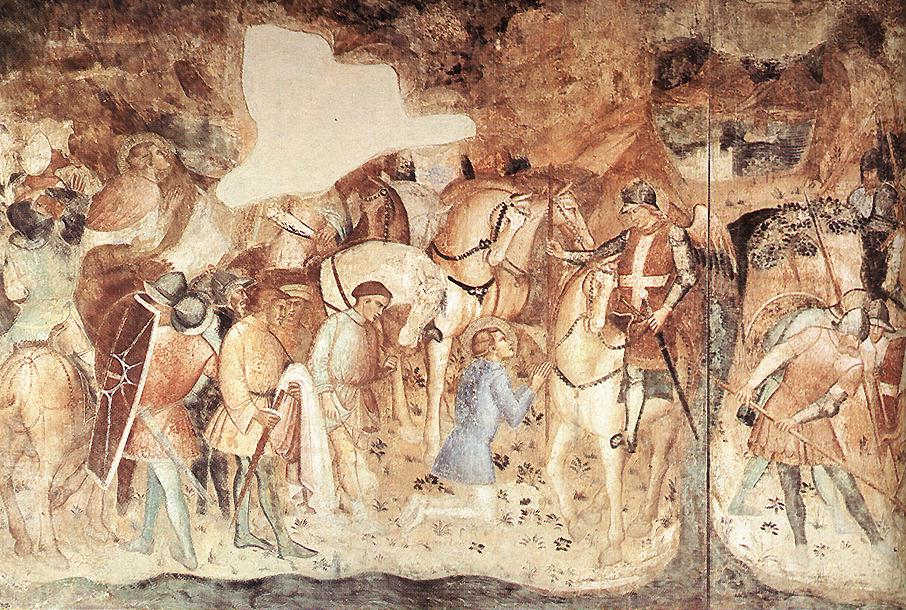
Spinello Aretino, St. Michel donnant l'étendard à St. Ephisius.

Les murs étaient à l'origine couverts de fresques ; la première fut réalisée dans les années 1330, la dernière, environ trois siècles plus tard.
Peu à peu, les fresques du Campo Santo reprennent leur place après le détachement précipité des années 1940. Les travaux de restauration complexes n'ont pas toujours eu les effets escomptés, notamment sur les interventions plus anciennes, du fait de l'utilisation de techniques parfois expérimentales et de matériaux de fortune, choix dictés par l'urgence des réparations à effectuer à la suite des événements dramatiques de la guerre.

#### Aile sud
La première est la Crucifixion par Francesco Traini, sur le côté ouest. Ensuite, dans l'aile sud, qui surplombe la place, le Dernier Jugement, L'Enfer, Le Triomphe de la mort et la Tebaide d'Anacoreti, habituellement attribués à Buonamico Buffalmacco. Le cycle des fresques continue avec l'Histoire de l'Ancien Testament de Benozzo Gozzoli (XVe siècle), qui est situé dans la partie nord de la galerie, alors que les arcades au sud présentent l'Histoire des saints de Pise, par Andrea di Bonaiuto, Antonio Veneziano et Spinello Aretino (entre 1377 et 1391), et l'Histoire de Job, par Taddeo Gaddi (fin XIVe siècle) avec le Banquet de Job, l'Alliance de Satan avec Dieu, les Misères de Job et la Patience de Job. Dans la galerie nord, se situe l'Histoire de la Genèse par Piero di Puccio qui date de la même époque.

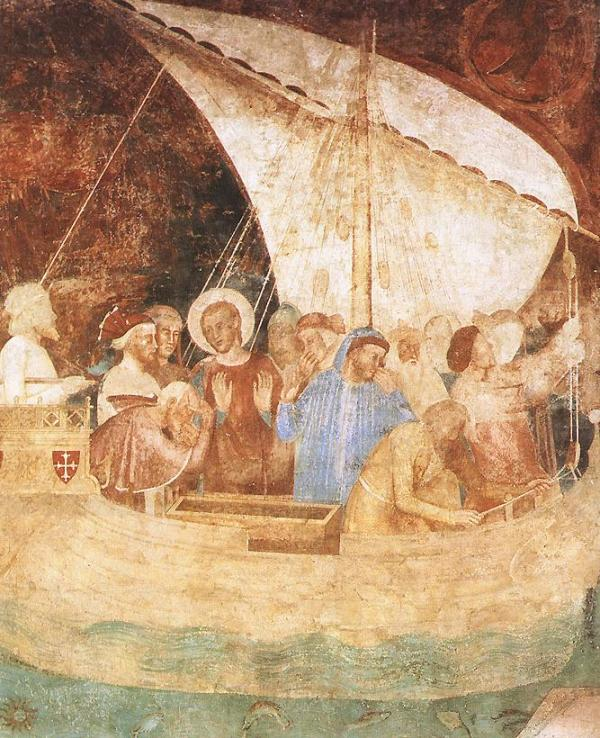
Andrea di Bonaiuto, Scène de la vie de St Rainier,1376-78, Pisa, Camposanto.

La section suivante de l'aile sud, entre la porte devant le Duomo et celle devant le baptistère, est consacrée à la commémoration de saint Rainier, saint patron de la ville, et des saints Efisio et Potit, dont les restes ont été transférés à Pise vers 1380-1389. Les six scènes sont dédiées aux miracles de saint Rainier : dans le registre supérieur, Conversion, Départ pour la Terre Sainte, Tentations et miracles, œuvres de Andrea di Bonaiuto (1376-1377) ; dans le registre inférieur, Retour à Pise, Mort et funérailles, Exposition du corps et Miracles posthumes, œuvres d'Antonio Veneziano (1384-1386).Les six Histoires des saints Efisio et Potit sont des œuvres de Spinello Aretino et datent de 1390-1391 : dans le registre supérieur, Efisio à Diocleziano, Conversion d'Efisio et la bataille, Martyre d'Efisio ; dans le bas, les Miracles de Saint Potit, Martyre de saint Potit et Translation des corps des deux saints à Pise depuis la Sardaigne.

#### Aile ouest
L'aile occidentale est décorée, à partir de la gauche, de l'Histoire d'Esther et d'Assuérus d'Agostino Ghirlanda et d'Aurelio Lomi (seconde moitié du XVIe siècle). Sur le côté nord, figure la grande Cosmographie théologique de Piero di Puccio (1389-1391), constituée de nombreux cercles concentriques qui font allusion à la Terre, aux sphères célestes, aux éléments et aux planètes ; dans les coins inférieurs, on peut voir les saints Augustin et Thomas d'Aquin, suivis dles Histoires d'Adam et Eve et de Caïn et Abel du même artiste.
Plus loin, s'ouvre le Salone degli Affreschi avec les fresques détachées de Buonamico Buffalmacco : le Triomphe de la Mort, dont la restauration a été achevée en novembre 2015, le Jugement Dernier et l'Enfer et la Thébaïde (vers 1336) y sont installées provisoirement, œuvres très abîmées, mais d'une importance capitale dans le panorama du XIVe siècle italien pour leur richesse narrative et la variété des sujets représentés, très différents de la clarté marquée des œuvres de l'école dominante de Giotto. Ces fresques sont destinées à être déplacées d'ici 2018  dans l'aile sud, et à cet endroit devraient être placées les peintures les plus anciennes du complexe de Francesco di Traino (1330-1335).

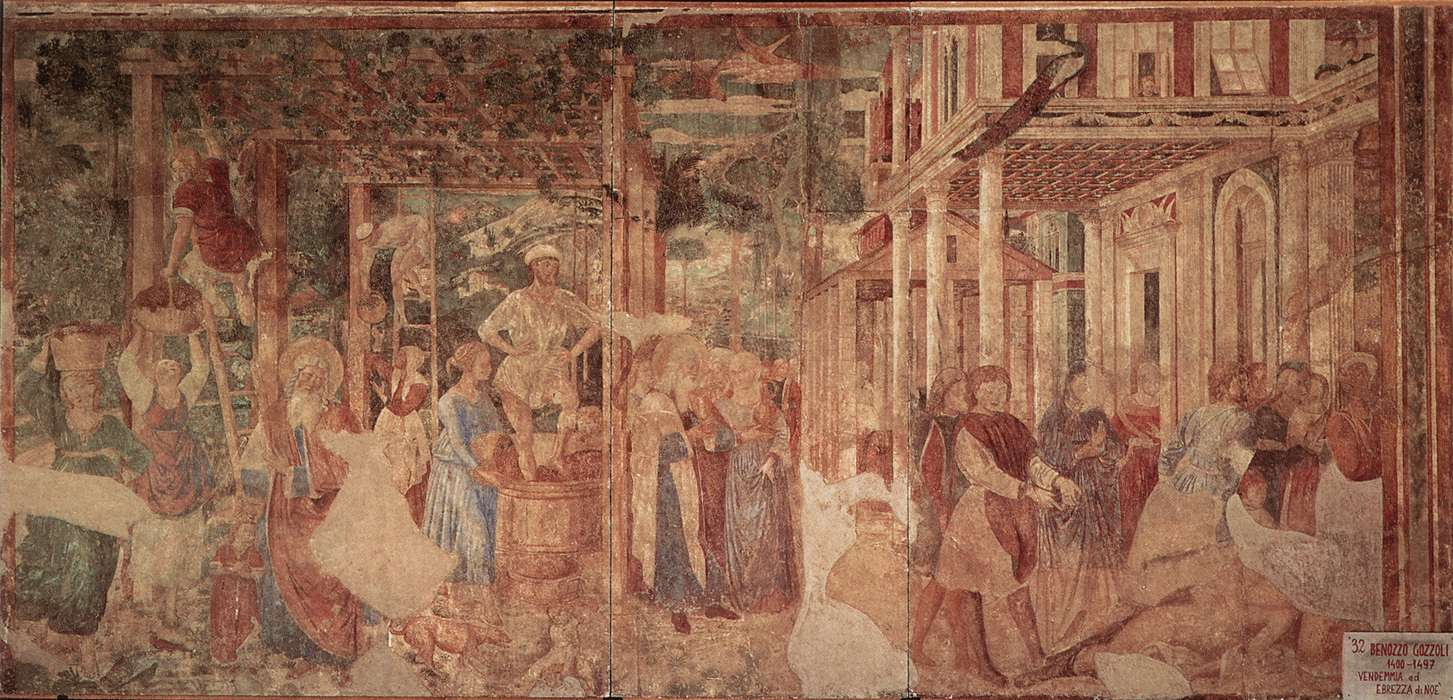
Benozzo Gozzoli, La Récolte et l'Ivresse de Noé.

Au-delà de la chapelle Ammannati, se trouvent les Histoires de Noé et la Construction de l' Arche par Piero di Puccio (1389-1391). Après la chapelle Aulla, le mur est entièrement recouvert à la fresque par Benozzo Gozzoli avec des Histoires de l'Ancien Testament, datées entre 1468 et 1483. Les scènes représentent: la Récolte et l'Ivresse de Noé, la Malédiction de Caïn, la Construction de la Tour de Babel, le Feu de Sodome, les Histoires d'Isaac, le mariage d'Isaac et de Rebecca, les Histoires d'Esaü et de Jacob, le Rêve et le Mariage de Jacob, la Rencontre de Jacob et Ésaü et le Viol de Diane, le Passage de la mer Rouge (fragmentaire), Moïse et les Tables de la Loi, l'Histoire de Coré, Dathan et Abiron (fragmentaire), et autres Annonciation, Adoration des mages, apôtres et saints.

#### Aile est
Dans l'aile est, à gauche, se trouvent les Histoires du roi Ozias et le Banquet de Baldassarre de Zaccaria Rondinosi (1666), et à droite, les œuvres plus anciennes de Francesco di Traino (1330-1335), destinées à être déplacées dans le Salone degli Affreschi à la place des œuvres de Buffalmacco ; elles représentent la Crucifixion, l'Ascension, le Doute de Thomas et la Résurrection.

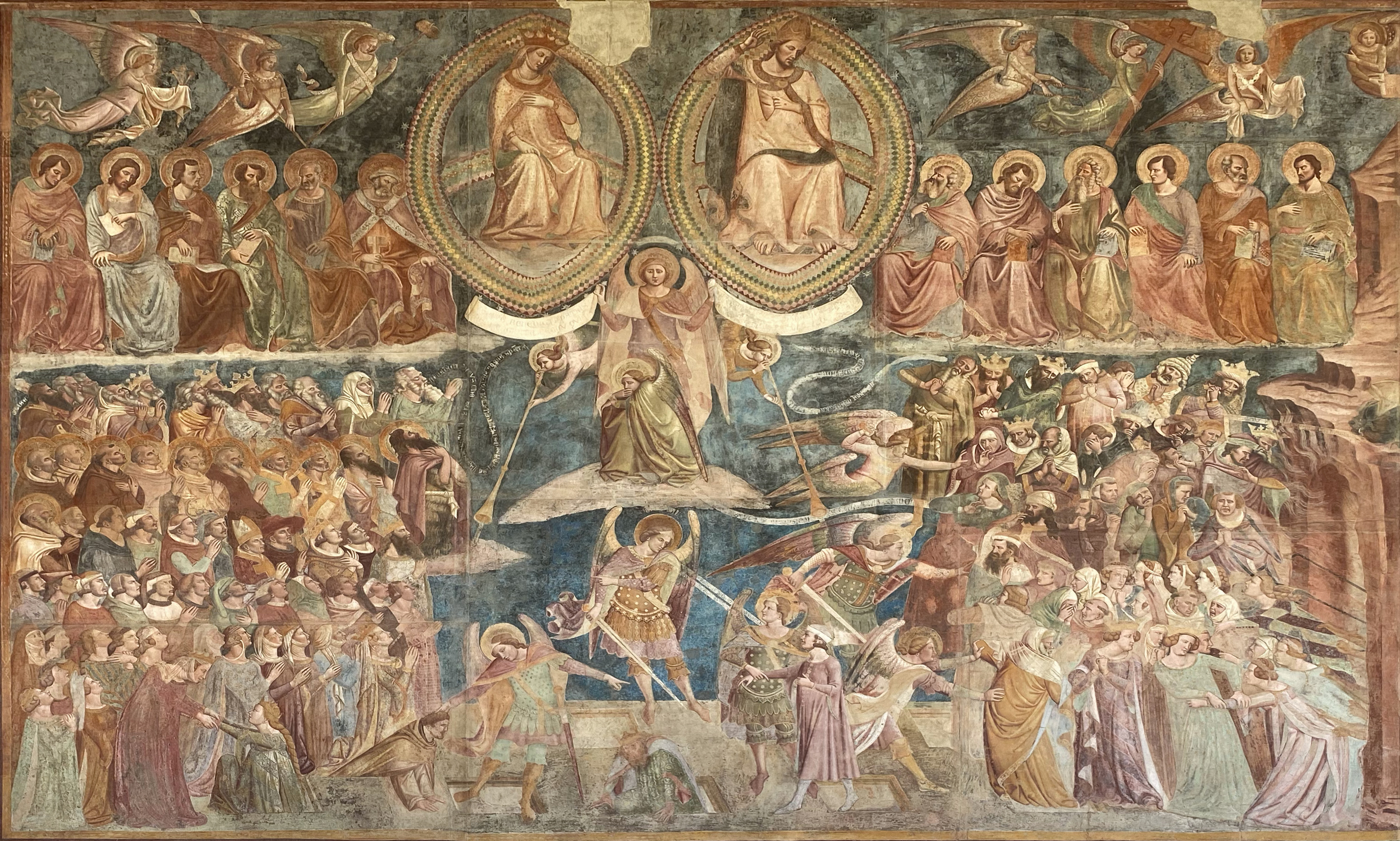
Buffalmacco, Jugement dernier.

À l'extrémité, du côté sud, se trouvent les fresques de Buffalmacco destinées, selon les plans, à être placées à cet endroit. Le Triomphe de la Mort se compose de plusieurs scènes : en bas à gauche, la Rencontre de trois Vivants avec trois Morts (thème typique des légendes médiévales), surmontée d'Anachorètes, suivie par Les Pauvres qui invoquent inutilement la Mort et au centre La Mort qui frappe un groupe de jeunes heureux, où l anges et démons se disputent les âmes des morts (représentés comme des enfants) ; à droite, enfin, un jardin est peuplé de nobles qui se consacrent à des activités courtisanes, ignorant la mort. Le Jugement dernier montre le Rédempteur au centre, avec les bienheureux à gauche et les damnés à droite (respectivement à la droite et à la gauche du Christ) ; il est flanqué de l'Enfer, peut-être la plus endommagée des scènes, retouchée au XVIIe siècle et montrant des scènes dantesques avec au centre Lucifer combattant Nabuchodonosor, Julien l'Apostat, Attila et autres.Enfin, on trouve la Thebaïde (vie des Anachorètes), avec une trentaine d'épisodes des saints moines tirés de la Vie des Saints Pères par le frère Cavalca : ces fresques ont été retouchées sur leur partie supérieure droite par Zaccaria Rondinosi au XVIIe siècle.

## Chaînes de Porto Pisano

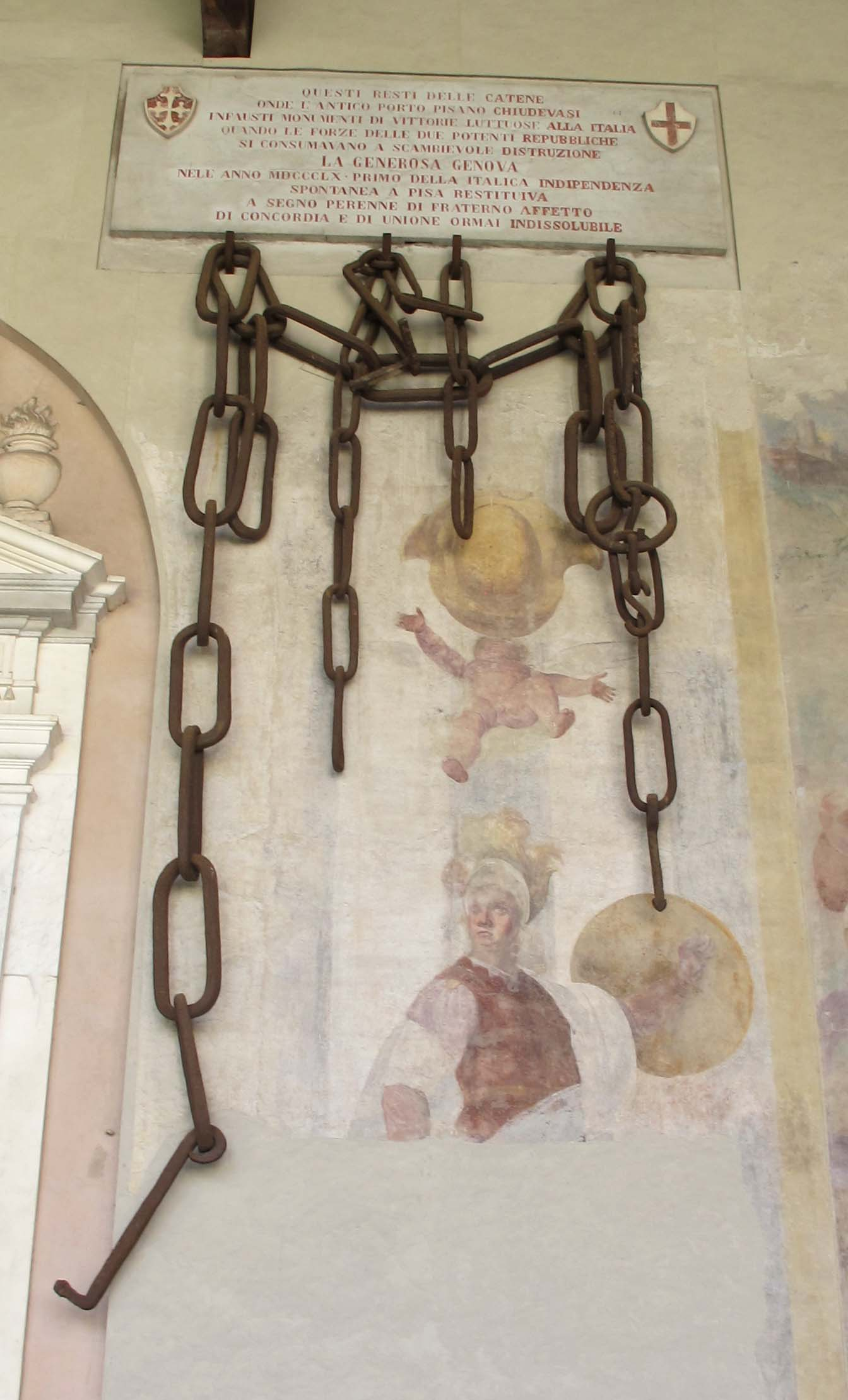
Chaînes de Porto Pisano.

Certaines parties de la grande chaîne qui fermait le Porto Pisano, l'ancien port de Pise, sont conservées à l'intérieur du Campo Santo. Après la défaite des Pisans lors de la bataille de Meloria, la chaîne avait été brisée en différentes parties amenées à Gênes, où elles ont été suspendues en guise d'avertissement à la Porta Soprana, ainsi que dans diverses églises et palais de la ville. Elles furent ensuite données aux Florentins, qui les rendirent à la ville de Pise en 1848 ; une autre partie, placée plus à droite, fut rendue directement par les Génois en 1860, après l'unification de l'Italie.

## Personnalités inhumées
- Béatrice de Lotharingie
- Francesco Algarotti
- Giovanni Battista Tempesti
- Andrea Vaccà Berlinghieri
- Ippolito Rosellini
- Ottaviano Fabrizio Mossotti
- Enrico Betti
- Riccardo Felici
- Leonardo Fibonacci
- Ulysse Dini
- Leonida Tonelli
- Enzo Carli
- Antonio Pacinotti
- Angelo Battelli
- Pietro Cuppari
- Francesco della Faggiola, fils du commandant Uguccione

Benozzo Gozzoli est enterré dans l'église San Domenico à Pistoia (la ville où il est mort), et non dans le cimetière de Pise comme le croyait Vasari . L'épitaphe dont se souvient le biographe des Vies est la plaque que, bien avant sa mort, les Pisans avaient offert à l'artiste au cimetière en signe de commémoration et de gratitude pour les fresques qu'il y avait peintes.